# Almansa
|  | Per a altres significats, vegeu «Batalla d'Almansa». |

Almansa és un municipi de la província d'Albacete. Almansa tenia segons l'últim cens de l'any 2017, 24.566 habitants, xifra que, amb tota seguretat, s'ha vist incrementada en els últims anys per l'arribada a la ciutat d'immigrants (majoritàriament sud-americans), i que pot haver augmentat en vora 1000 habitants, segons dades facilitades per l'ajuntament.
La tradicional indústria d'Almansa és la fabricació de calçat, encara que en els últims anys s'ha diversificat mercè principalment a la construcció d'un polígon industrial i les seves posteriors ampliacions. Hi ha empreses tan pintoresques com drassanes (Almansa és a centenars de quilòmetres del mar) i unes altres tan tradicionals com ara la fabricació de guitarres espanyoles. Un dels últims assoliments d'Almansa és la construcció d'un hospital en la ciutat. A començament de maig se celebren les festes locals en honor de la patrona. A la fi d'agost se celebra la fira.

## Geografia
Des del punt de vista físic, Almansa és en la zona on s'uneixen els sistemes muntanyencs ibèric i bètic, que han donat lloc a una plana situada a uns 700 metres sobre el nivell del mar, amb unes muntanyes que la cenyeixen, però que deixen uns passadissos d'accés cap a la Meseta i el Llevant configurant el Corredor d'Almansa, considerat com un dels disset passos naturals de la península Ibèrica.
Aquesta especial situació geogràfica ha originat la dotació d'una important infraestructura de comunicacions, que configura a Almansa ciutat com un estratègic enclavament de comunicacions des del centre peninsular a la zona llevantina.
Aquesta obligada i favorable comunicació en ambdós sentits ha reunit en Almansa les influències de la costa mediterrània i la Meseta, forjant la peculiar personalitat de la ciutat i diferenciant-la en bona part de la resta de les ciutats manxegues de la regió de les quals forma part.

## Història
Almansa és una població de remots orígens i es pot afirmar que en època musulmana ja era una localitat de certa importància. És probable que cap a 1241, any d'ocupació de Chinchilla de Monte-Aragón, Almansa es lliurés a l'infant don Alfonso, en època de Ferran III de Castella. El 1363 fou presa per Pere el Cruel durant la guerra dels Dos Peres.
Després de diverses circumstàncies, com tota la zona, va entrar a formar part del senyoriu de l'infant don Manuel, i després del seu fill don Joan Manel, qui concediria nombrosos privilegis i mercès a aquesta vila, ratificats per distints monarques castellans i encara continuats pels marquesos de Villena, els d'Aragó i els Pacheco.
El 1476, Almansa ja s'ha incorporat definitivament a la Corona dels Reis Catòlics com altres poblacions del marquesat.

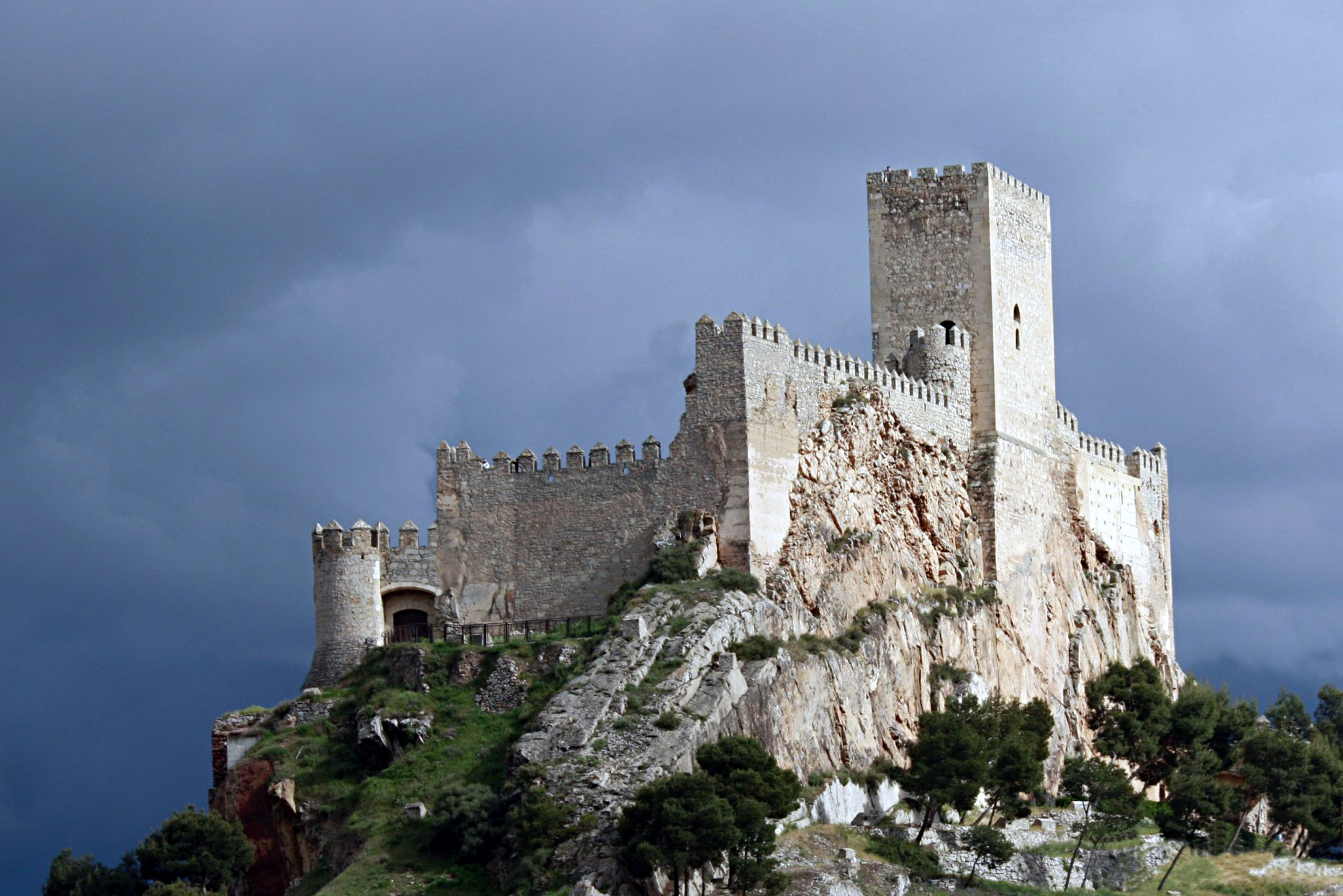
Castell d'Almansa.

En les proximitats d'aquesta localitat es va lliurar una important batalla en 1707, la batalla d'Almansa durant la Guerra de Successió, decisiva per a l'assentament de Felip V al tron d'Espanya. En commemoració d'ella es va aixecar, al segle xviii, un monument en forma de piràmide avui no conservat. Des de 1778 i per mercè de Carles III aquesta antiga vila va passar a titular-se ciutat.

## Monuments
L'urbanisme d'aquesta població ve configurat, principalment, per tot un seguit de carrerons que rodegen l'enorme roca que està coronada pel seu cèlebre castell. Està declarat conjunt històric-artístic (1921). El més característic del perfil de la ciutat és el castell, espectacularment alçat sobre el pla, el millor conservat de la província. El 1346, quan don Juan Manuel fa gràcies al "concell" d'Almansa de terres de reg de la seva possessió i de l'aigua que li corresponia, demana a canvi:
| «                | "que me dedes […] para ayudar a labrar el mio castillo de aqui de Almansa, tres mil maravedis […] Et que […] los dedes a Ruy Martinez mio criado y vuestro vezino que los tiene que recabdar para la dicha obra del dicho castillo..." | » |
| — don Joan Manel | |   |

Comparant ambdós textos pogués ser que el primer es refereixi a fortificacions existents amb anterioritat i que després en 1346 s'iniciaran sobre aquelles les obres d'un nou castell. No obstant això, el seu aspecte actual correspondrà a l'època de don Juan Pacheco, marquès de Villena les armes del qual apareixen en les claus de les voltes de creueria senzilla de la seva torre de l'homenatge.
La parròquia de La Asunción és el resultat de diverses etapes constructives, des del segle xvi al xix. El seu interior és neoclàssic amb nau única i capçalera semicircular amb columnes corínties, el que li dona un aire molt francès i recorda la Capella Reial de Versalles. Les capelles laterals, de planta rectangular gòtiques alguna fins i tot amb pilars helicoidals. La portada, als peus del temple, és de concepció renaixentista i està acollida sota un ample arc. Una única torre de maó vist, barroca de la segona meitat del segle xviii, s'alça en la façana en el costat de l'evangeli. En aquest mateix lateral està capella del Sagrari o de la comunió, de planta de creu llatina i cúpula en el creuer i amb portada enterament rococó finament llaurada. Tota aquesta varietat estilística ens parla de les vicissituds històriques de la seva edificació. En la primitiva construcció, decidida en 1524, intervindrien, segons Pereda Hernández, els mestres Marquino, Pedro, Juan de Aranguren i Juanes de Segura, que aixecarien un temple de nau única amb capelles laterals, de tipus gòtic-renaixentista. La portada, de dos cossos, més fins de talla inferior -amb un relleu de l'Anunciació, més tosc aquest, ja de principis del segle xvii. A fins del segle xviii començaria a renovar-se totalment l'aspecte interior en el sentit indicat sota els projectes de Bartolomé Ribelles Dalmau.

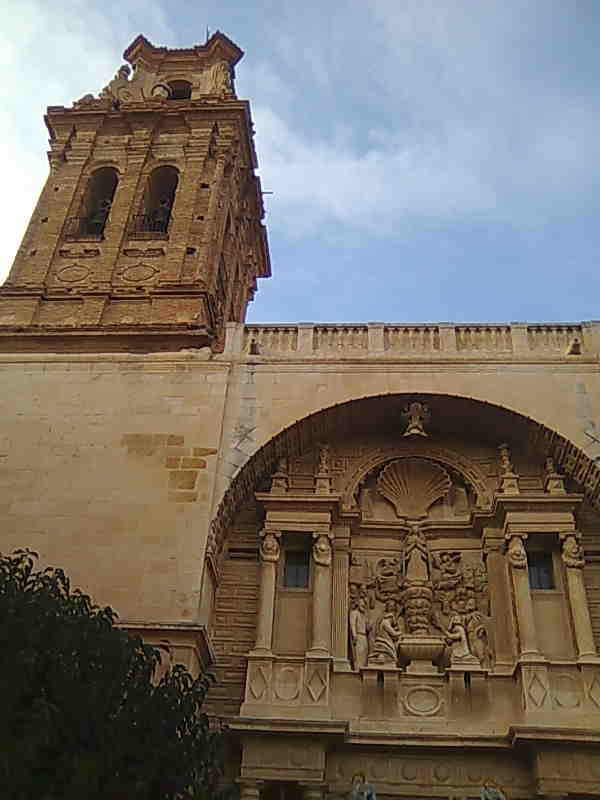
Església de La Asunción

Al costat de l'església, en una placeta s'alça el Palau dels Comtes de Cirat, anomenat també la casa Gran, d'especial interès en la seva façana amb un acusat caràcter manierista en tots els seus detalls. Ofereix dos Cossos amb columnes faixades i encoixinades en alternança que semblen tretes de tractats d'arquitectura italians, especialment de Sebastià Serlio. El primer cos emmarca la porta i el segon un gran escut amb nens tenants i dues grans figures toscament tallades rematat tot això per un frontó triangular. La decoració encoixinada es perllonga a les dues finestres laterals. Pérez Sánchez relaciona la decoració d'aquesta façana amb l'obra de Francisco del Castillo. El pati interior és enormement harmònic, de planta quadrada i tres arcs per front sostinguts per columnes jòniques en els dos cossos que ofereix. En les eixutes dels arcs cuirs.
En la plaça de San Agustín, propera a l'església, hi ha el Convent de les Agustines, el temple de les quals es va reconstruir a l'inici del segle xviii segons traces de Joan Fauquet; l'interior és d'una nau amb capelles laterals i cor alt -en clausura- als peus creuer amb cúpula i capçalera plana. De fi dibuix i feta és la seva portada, on consta la inscripció de 1704. L'esquema és senzill; l'obertura rectangular emmarcat per dues columnes, salomòniques sobre pedestals, que sostenen un entaulament que es trenca amb un gran floró pinjant central. El segon cos ofereix un alt relleu de temàtica eucarística delimitat per dues pilastres esbiaixades. Tota la decoració de fulles carnoses certament recorda la dels retaules, com el de l'antic convent de Justinianes d'Albacete.
El Convent de San Francisco és una senzilla construcció barroca (segles xvii i xviii) amb una sòbria església de planta rectangular amb capitells laterals; annexa a ella, al costat de l'epístola hi ha una ampla capella amb exuberant decoració en fang. El claustre és molt senzill.
Altres edificacions civils, de sòbries façanes, s'aixequen entorn de l'església (Cases de Montortal i dels Enríquez de Navarra). De noble aspecte és també, l'antic *posito, avui casa de Cultura, adornada amb llaures heràldiques, en la plaça de San Agustín. L'ajuntament neoclàssic, present en el seu cos sota una galeria porticada de sobri disseny. En l'es guarda el cridat Crist de les Batalles que, segons la tradició es va trobar en 1707 en el camp de batalla. Separada de l'edifici està la torre del rellotge municipal amb preciós escut rococó de la ciutat.
El Teatre Principal és al cantó del carrer Cervantes amb el carrer Federico García Lorca. No es coneix documentació sobre l'edifici si bé des del principi el seu ús va anar de teatre. Consta de dues parts diferenciades: una com sala de representació i altra de caràcter mixt (bar, lavabos, accessos, etc.). Als afores de la població encara es manté la petita ermita de San Blas, del segle xviii, de planta centrada, amb cúpula de perfil llevantí i rica decoració interior.
A pocs quilòmetres d'Almansa hi ha el Santuari de La Nuestra Señora de Belen, patrona de la població. En ell destaca la senzilla ermita barroca, aixecada en el segle xvii, de planta rectangular, cor alt als peus i magnífic retaule de principis del xviii; és interessant el cambril construït en aquest mateix segle, amb cúpula i vistoses pintures murals i paviment de bona taulelleria. Les construccions annexes són essencialment de la mateixa època.

## Fills il·lustres
- Lázaro Núñez Robres (1827-?), compositor i recopilador de la música popular espanyola.
- Luis Arnedo (1856-1911), compositor, sobretot de sarsueles.